# Лілідейл (Міннесота)
Лілідейл (англ. Lilydale) — місто (англ. city) в США, в окрузі Дакота штату Міннесота. Населення — 809 осіб (2020).

## Географія
Лілідейл розташований за координатами 44°54′32″ пн. ш. 93°7′51″ зх. д. / 44.90889° пн. ш. 93.13083° зх. д. (44.908785, -93.130754).  За даними Бюро перепису населення США в 2010 році місто мало площу 2,24 км², з яких 1,49 км² — суходіл та 0,75 км² — водойми.

## Демографія
Згідно з переписом 2010 року, у місті мешкали 623 особи в 375 домогосподарствах у складі 181 родини. Густота населення становила 278 осіб/км².  Було 444 помешкання (198/км²).
Расовий склад населення:
| - 95,5 % — білих - 2,2 % — азіатів - 1,3 % — чорних або афроамериканців |

До двох чи більше рас належало 0,6 %. Частка іспаномовних становила 0,8 % від усіх жителів.
За віковим діапазоном населення розподілялося таким чином: 5,9 % — особи молодші 18 років, 47,4 % — особи у віці 18—64 років, 46,7 % — особи у віці 65 років та старші. Медіана віку мешканця становила 63,3 року. На 100 осіб жіночої статі у місті припадало 72,1 чоловіків;  на 100 жінок у віці від 18 років та старших — 67,9 чоловіків також старших 18 років.
Середній дохід на одне домашнє господарство  становив 109 672 долари США (медіана — 75 625), а середній дохід на одну сім'ю — 141 806 доларів (медіана — 98 500). Медіана доходів становила 102 679 доларів для чоловіків та 52 143 долари для жінок. За межею бідності перебувало 3,6 % осіб, у тому числі 15,2 % дітей у віці до 18 років та 2,5 % осіб у віці 65 років та старших.
Цивільне працевлаштоване населення становило 275 осіб. Основні галузі зайнятості: освіта, охорона здоров'я та соціальна допомога — 27,3 %, науковці, спеціалісти, менеджери — 14,5 %, публічна адміністрація — 12,0 %.